# 禹藏花麻
禹藏花麻（?—?），11世纪北宋与西夏对峙时期，吐蕃西市新城（今甘肃省榆中县北）首领。
夏毅宗拱化元年（1063年），北宋攻掠西市新城，禹藏花麻献城归降西夏。夏毅宗把宗室女嫁给他，封他为驸马。拱化四年（1067年），西夏升西市新城为保泰军，禹藏花麻受命镇守。夏惠宗大安七年（1080年）因梁太后兄妹囚禁夏惠宗秉常，禹藏花麻写信给宋朝，请宋朝讨伐梁氏，自己愿作内应。宋军攻城，禹藏花麻假装战败，弃城西逃到西夏国都兴庆府（今宁夏银川市）。次年，遣使约期投降宋朝，没有成功。